# Европско првенство у атлетици на отвореном 1938 — бацање диска за мушкарце
Такмичење у бацању диска у мушкој конкуренцији на 2. Европском првенству у атлетици 1938. одржано је 5. септембра на стадиону Коломб у Паризу.
Титулу освојену 1934. у Торину није бранио Харалд Андерсон из Шведске

## Земље учеснице
Учествовало је 16 такмичара из 11 земаља.
1. Грчка (2)
2. Италија  (2)
3. Лихтенштајн  (1)
4. Луксембург (1)
5. Мађарска (1)
6. Немачка (2)
7. Норвешка (1)
8. Финска (1)
9. Француска (2)
10. Чехословачка (1)
11. Шведска (2)

## Рекорди
| Рекорди пре почетка Европског првенства 1938. | Рекорди пре почетка Европског првенства 1938. | Рекорди пре почетка Европског првенства 1938. | Рекорди пре почетка Европског првенства 1938. | Рекорди пре почетка Европског првенства 1938. | Рекорди пре почетка Европског првенства 1938. |
| --------------------------------------------- | --------------------------------------------- | --------------------------------------------- | --------------------------------------------- | --------------------------------------------- | --------------------------------------------- |
| Светски рекорд                                | Вили Шредер GER                               | 53,10                                         | Магдебург, Немачка                            | 28. април 1935.                               |                                               |
| Европски рекорд                               | Вили Шредер GER                               | 53,10                                         | Магдебург, Немачка                            | 28. април 1935.                               |                                               |
| Рекорди Европских првенстава                  | Харалд Андерсон Шведска 50.38                 | 50,38                                         | Торино, Италија                               | 8. септембар 1934.                            |                                               |

## Освајачи медаља
|                     |                         |                    |
| Вили Шредер Немачка | Ђорђо Обервегер Италија | Гунар Берг Шведска |

## Резултати

### Финале
| Пласман | Такмичар         | Држава       | Резултат | Белешке |
| ------- | ---------------- | ------------ | -------- | ------- |
|         | Вили Шредер      | Немачка      | 49,70    |         |
|         | Ђорђо Обервегер  | Италија      | 49,48    | ЛР      |
|         | Гунар Берг       | Шведска      | 48,72    | ЛР      |
| 4.      | Калеви Коткас    | Финска       | 48,63    | ЛР      |
| 5.      | Адолфо Консолини | Италија      | 48,02    |         |
| 6.      | Јене Кулици      | Мађарска     | 47,19    | ЛР      |
| 7.      | Жил Ноел         | Француска    | 46,65    | ЛР      |
| 8.      | Рајдер Серли     | Норвешка     | 46,36    | ЛР      |
| 9.      | Оке Хедвал       | Шведска      | 46,08    | ЛР      |
| 10.     | Stylianos Флорос | Грчка        | 45,56    | ЛР      |
| 11.     | Николао Силас    | Грчка        | 45,50    |         |
| 12.     | Ернст Ламперт    | Немачка      | 44,38    | ЛР      |
| 13.     | Пол Винтер       | Француска    | 42,68    |         |
| 14.     | Јарослав Витек   | Чехословачка | 41,18    | ЛР      |
| 15.     | Оскар Оспелт     | Лихтенштајн  | 39,80    |         |
| 16.     | Жан Вагнер       | Луксембург   | 38.17    | ЛР      |

## Укупни биланс медаља у бацању диска за мушкарце после 2. Европског првенства 1934—1938.
|    | Земља      |   |   |   |   |
| -- | ---------- | - | - | - | - |
| 1. | Шведска    | 1 | 0 | 1 | 2 |
| 2. | Немачка    | 1 | 0 | 0 | 1 |
| 3. | Италија    | 0 | 1 | 0 | 1 |
| 3. | Француска  | 0 | 1 | 0 | 1 |
| 5. | Мађарска   | 0 | 0 | 1 | 1 |
|    | Укупно {5} | 2 | 2 | 2 | 6 |

|                                       | Атлетичар                             | Земља                                 |                                       |                                       |                                       |                                       |
| Није био вишеструких освајача медаља. | Није био вишеструких освајача медаља. | Није био вишеструких освајача медаља. | Није био вишеструких освајача медаља. | Није био вишеструких освајача медаља. | Није био вишеструких освајача медаља. | Није био вишеструких освајача медаља. |
| ------------------------------------- | ------------------------------------- | ------------------------------------- | ------------------------------------- | ------------------------------------- | ------------------------------------- | ------------------------------------- |